# Aristidh Parapani
Aristidh Jorgji Parapani (ur. 1 stycznia 1926 w Tiranie, zm. 1979) – albański piłkarz, w latach 1946–1952 reprezentant Albanii.